# Операционный счёт
Операционный счёт — это счёт бухгалтерского учёта, дебет которого отражает размер затрат на финансовую операцию, а кредит – доход от произведенной операции. Операционные счета нужны для учёта денежных поступлений и списаний по хозяйственным операциям за отдельный временной период. Они предназначаются для расчёта средств, вырученных и затраченных на производство, поддержание материально-технической базы. Архивная копия от 20 декабря 2016 на Wayback Machine

## Функции операционных счетов
Операционные счета позволяют отслеживать основные расходы и доходы компании, относящиеся к хозяйственной деятельности или производству. Каждый тип операционного счёта позволяет фиксировать отдельные финансовые операции, что позволяет значительно упростить ведение бухгалтерской отчетности. Архивная копия от 20 декабря 2016 на Wayback Machine

## Классификация операционных счетов
Операционные счета делятся в зависимости от их строения на три группы: собирательно - распределительные, бюджетно - распределительные и калькуляционные. Архивная копия от 27 ноября 2016 на Wayback Machine

### Собирательно-распределительные счета
Собирательно-распределительные счета предназначены для фиксирования, группировки, обобщения и последующего распределения в текущем отчётном периоде расходов, связанных с процессом материально-технического снабжения; расходов, сопровождающих определенный вид деятельности, а также расходов, относящихся к сбыту продуктов труда.
Расходы на снабженческо-сбытовую деятельность в целом объединяются в издержки обращения:
- дополнительные (производственные расходы, хранение и процесс транспортировки товара)
- чистые (расходы на пополнение материальной базы). Архивная копия от 20 декабря 2016 на Wayback Machine

К собирательно-распределительным относятся счета:
- 25 «Общепроизводственные расходы»
- 26 «Общехозяйственные расходы»
- 94 «Недостачи и потери от порчи ценностей»

Отличительной особенностью этих счетов является отсутствие на них остатка, поэтому в бухгалтерском балансе они не представлены. Эти счета выполняют учетную функцию контроля за соблюдением сметных ассигнований по таким накладным расходам, как общепроизводственные или общехозяйственные расходы, собирают на них затраты в разрезе сметных статей по дебету. Списание собранных на дебете за отчетный период расходов осуществляется с кредита этих счетов в целях их косвенного распределения по калькуляционным объектам.
Счёт 94 «Недостачи и потери от порчи ценностей» предназначен для обобщения информации о суммах недостач и потерь от порчи материальных и иных ценностей, выявленных в процессе их заготовления, хранения и продажи, независимо от того, подлежат они отнесению на счета учёта затрат на производство или виновных лиц. По дебету счета 94 отражают суммы недостач и потерь, а по кредиту — их списание по назначению. Архивная копия от 26 ноября 2016 на Wayback Machine

### Бюджетно-распределительные счета
Принцип соответствия доходов и расходов и их временной привязки к соответствующему отчетному периоду обеспечивается наличием в счетном плане бюджетно-распределительных счетов.
Бюджетно - распределительные счета - счета, которые предназначены для учёта любых предприятий, которые не совпадают по времени их формирования с тем отчётным периодом, в котором они должны быть включены в затраты на производство или в торговые издержки.
При этом одни расходы предприятия несут в отчётном периоде, но по отношению к затратам на производство их можно списать лишь позднее, в последующих отчётных периодах, и для их учёта используется активный счет «Расходы будущих периодов».
Расходы будущих периодов по своей экономической природе составляют группу отсроченных расходов, т.е. расходов, не признанных в отчётном периоде, в котором они фактически были произведены, и в контексте формирования производственных затрат эти активы будут списаны лишь в будущих периодах, когда услуги, которые они предоставляют, будут использованы.
Другие расходы, напротив, еще не имели места, однако в обозримом будущем они неизбежны; более того, заранее известны их нормативная сумма, целевое назначение, объекты затрат. Поэтому такие расходы целесообразно включать в затраты отчётного периода в расчётно-нормализованной сумме, хотя фактические затраты предстоят лишь в следующих за отчётным периодах. Такое признание расходов в бухгалтерском учете носит название резервирования предстоящих расходов и платежей.
Зарезервированные суммы затрат на тот или иной вид деятельности и использование средств резерва затрат учитываются на пассивном счёте «Резервы предстоящих расходов».
Счёт «Резервы предстоящих расходов» в соответствии с действующим Планом счетов бухгалтерского учета предназначен для учёта наличия и движения сумм, зарезервированных на определенные цели.
Бюджетно-распределительные бухгалтерские счета ведутся для учёта и равномерного распределения расходов на производство и другие виды деятельности, произведенных в отчётном периоде, но относящихся к будущим отчётным периодам либо признанных в отчётном периоде, но формирующихся позднее и относимых на уменьшение ежемесячно начисляемых резервов предстоящих расходов. Архивная копия от 26 ноября 2016 на Wayback Machine

### Калькуляционные счета
Калькуляционные счета -  счета, которые предназначены для учёта, группировки и бухгалтерского обобщения затрат на производство и калькулирование фактической производственной себестоимости товарной продукции. На калькуляционных счетах формируется информация для калькуляционных расчётов фактической себестоимости заготовленных производственных запасов, произведенной продукции. Калькуляционные счета характеризуются активным балансом.
На дебете калькуляционных счетов собираются затраты, связанные с формированием инвентарной стоимости основных средств (счет 08 «Вложения во внеоборотные активы»), себестоимости заготовления материалов (счет 15 «Заготовление и приобретение материальных ценностей»), себестоимости произведенной продукции (счет 20 «Основное производство») и т.д.
Полученные и оприходованные материальные ценности списываются по исчисленной себестоимости по кредиту калькуляционных счетов. Наличие дебетовых остатков по ним свидетельствует о том, что у них есть и признаки инвентарных счетов.
С кредита калькуляционного счета осуществляется перенос показателей себестоимости по завершенным производственным объектам. Дебетовое конечное сальдо (показатели себестоимости незавершенного производства) переносится в бухгалтерский баланс как сводная статья «Незавершенное производство», в которую входят остатки по счетам «Основное производство», «Полуфабрикаты собственного производства», «Вспомогательные производства», «Вспомогательные производства и хозяйства» и др. В новом периоде эти показатели заносятся на калькуляционный счёт в виде дебетового начального сальдо, равного стоимости незавершенного производства на начало периода.
Калькуляционные счета служат для получения данных, необходимых при исчислении себестоимости произведенной продукции, выполненных работ, оказанных услуг. Архивная копия от 26 ноября 2016 на Wayback Machine